# Parnassia pusilla
Parnassia pusilla är en benvedsväxtart som beskrevs av Nathaniel Wallich. Parnassia pusilla ingår i släktet Parnassia och familjen Celastraceae. Inga underarter finns listade.